# Antherostele banahaensis
Antherostele banahaensis là một loài thực vật có hoa trong họ Thiến thảo. Loài này được (Elmer) Bremek. mô tả khoa học đầu tiên năm 1940.